# Масуд Сабрі
Масуд Сабрі, також відомий як Masʿūd Ṣabrī (уйг. مەسئۇت سابرى, مسعود صبري; сучасна итайська: 麦斯武德·沙比尔; традиційна китайська: 麥斯武德·沙比爾; піньїнь: Màisīwǔdé·Shābì'ěr; 1886–1952) — уйгурський політик Республіки Китай, який обіймав посаду губернатора Сіньцзяна під час Ілійського повстання. Він отримав освіту в Кулджа та Стамбулі і був пантюркістом. Чан Кайші призначив його першим неханьським губернатором будь-якої китайської провінції в ХХ столітті.

## Освіта
Після навчання в Стамбульському університеті та вивчення медицини Сабрі повернувся до Сіньцзяна, щоб стати фармацевтом.

## Кар'єра
Губернатор Синьцзяна Ян Цзенсінь ув'язнив Масуда Сабрі за пантюркістську діяльність, а потім депортував його з провінції.
Масуд підтримував Першу республіку Східного Туркестану, перебуваючи в Аксу разом з Махмутом Махіті. Після того, як її розгромила 36-та дивізія (Національно-революційна армія), Масуд втік до Британської Індії, а потім до Нанкіна, де приєднався до уряду Республіки Китай Гоміньдану. Центральна військова академія та Центральний університет прийняли деяких його родичів як студентів у Нанкіні після того, як він приєднався до Центрального виконавчого комітету Гоміньдану.
У 1942 році Масуд Сабрі служив у Державній раді (Китайська національна політична рада) з 36 осіб, єдиним мусульманським членом був китайський мусульманський генерал Ма Лінь.
Бай Чунсі, міністр оборони Китаю і мусульманин, розглядався на посаду губернатора Сіньцзяна. Потім цю посаду отримав Масуд Сабрі, який був прогомінданівцем і антирадянщиком. Він замінив Чжан Чжіжуна. Ехметджан Касім, лідер комуністів Уйгурського Ілі, неодноразово вимагав звільнити Масуда Сабрі з посади губернатора.
Масуд Сабрі був противником Другої Східно-Туркестанської республіки в Ілі під час Ілійського повстання, підтримуваної Радянським Союзом, виступаючи проти всіх спроб вести переговори з Ехметджаном Касімом разом з іншими, такими як Ван Цен-шань, китайським мусульманином, який був уповноваженим Гоміньдану з цивільних справ у коаліційного уряду Синьцзяна з 1946–47 рр. і був пов'язаний з Клікою ЦК. Масуд Сабрі також був членом Кліки ЦК, як і татарин Бурхан Шахіді та генерал Гоміньдану та ханьський китаєць Ву Чжунсінь. Він очолював коаліційний уряд Сіньцзяна в 1948—1949 рр. Масуд Сабрі сформував групу пантюркістів разом з Мухаммедом Аміном Бугрою та Ісою Юсуфом Альптекіним, щоб приєднатися до коаліційного уряду Республіки Китай Гоміндан у Сіньцзяні, протистоячи уйгурському комуністичному режиму Ілі у Другій Східно-Туркестанській Республіці. Було 3 Ефенді (Üch Äpändi) (ئۈچ ئەپەندى), Айса Алптекін, Мемтімін Бугра (Мухаммад Амін Бугра) і Масуд Сабрі. Друга Східно-Туркестанська Республіка напала на них як на «маріонеток» Гоміньдану. Уряд Ехмеджана Касима в Ілі критикував Ісу Юсуфа Алптекіна, Мухаммада Аміна Бугру та Масуда Сабрі як прихильників Гоміньдану та маріонеток імперіалізму.
Масуд Сабрі та інший пантюркський джадидист і активіст незалежності Східного Туркестану Мухаммад Амін Бугра відкинули нав'язування Радянським Союзом назви «уйгурський народ» тюркському народу Сіньцзяну. Натомість вони хотіли, щоб до їхнього народу застосовувалася назва «тюркська етнічна приналежність» (китайською Tujue zu). Масуд Сабрі також розглядав людей хуейцзу як мусульманських китайців хань і відокремив їх від свого народу. Імена «Тюрк» або «Тюркі» зокрема вимагалися Бугрою як справжня назва для свого народу. Він розкритикував Шен Шицая за те, що він розділив тюркських мусульман на різні етнічні групи, що могло посіяти розкол серед тюркських мусульман.
У 1948 році Сабрі відхилив пропозицію бути призначеним послом Китаю в Іран.
У січні 1949 року Бурхан Шахіді змінив Масуда Сабрі на посаді голови уряду провінції Сіньцзян.
Комуністична партія взяла його під варту і ув'язнила в 1951 році. Він помер у 1952 році, досі перебуваючи у в'язниці. Крім того, за словами спеціаліста з Сіньцзяну Шона Р. Робертса, КПК стратила Сабрі в 1951 році.